# 不発弾処理き章

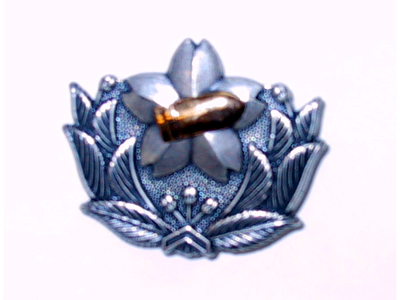
陸上自衛隊の不発弾処理徽章

不発弾処理き章（不発弾処理徽章、ふはつだんしょりきしょう）は、陸上自衛隊・航空自衛隊で制服に着用する記章の一つ。

## 着用資格
- 陸上自衛官：陸上自衛隊の教育訓練に関する訓令（昭和38年陸上自衛隊訓令第15号）第26条又は第42条の規定による集合教育において、不発弾の処理に関する教育訓練を陸上幕僚長が定める期間受けた陸上自衛官及びこの者と同等以上の技能を有すると陸上幕僚長が認める陸上自衛官で、陸上自衛隊武器学校「弾薬課程」「生徒弾薬課程」「幹部弾薬課程」を修了した陸上自衛官が該当する。
- 航空自衛官：航空自衛隊の教育訓練に関する訓令（昭和41年航空自衛隊訓令第3号）第76条の規定による講習において、不発弾処理に関する教育訓練を受けた航空自衛官及びこの者と同等以上の技能を有すると航空幕僚長が認める航空自衛官

## 形状
- 陸上自衛官の場合：いぶし銀色の金属製の桜星及び金色の金属製の弾丸を中心にして、その両側にいぶし銀色の金属製の桜葉を配したもの又は緑色の布製台地に銀糸で縫取りをした桜星及び金糸で縫取りをした弾丸を中心にして、その両側に銀糸で縫取りをした桜葉を配したもの。
- 航空自衛官の場合：いぶし銀色の金属製のものとし、ミサイル、イナズマ、桜花及び盾を組合せたものを中心にして、両側に月桂樹の葉を配したもの。